# برکه طولی (جاده قشم -درگهان)
برکه طولی (جاده قشم -درگهان) مربوط به اواخر دوره قاجار - دوره پهلوی اول است و در شهرستان قشم، ۵ کیلومتری جاده قشم به درگهان واقع شده و این اثر در تاریخ ۳۰ تیر ۱۳۸۴ با شمارهٔ ثبت ۱۲۲۸۶ به‌عنوان یکی از آثار ملی ایران به ثبت رسیده است.